# Le Baptême du petit Oscar

Le Baptême du petit Oscar est une comédie de moyen métrage adaptée du vaudeville homonyme de Grangé et Bernard, réalisée par Jean Dréville et sortie en 1932.

## Fiche technique
- Réalisation : Jean Dréville
- Scénario : Louis Chavance, d'après la comédie vaudeville homonyme d'Eugène Grangé et Victor Bernard, éditions Michel Lévy Frères, Paris, 1873, créée au théâtre du Palais-Royal le 5 août 1873
- Directeur de la photographie : Louis Chaix
- Cameraman : Jacques Montéran
- Assistant opérateur : Albert Viguier
- Montage : Louis Chavance
- Producteur : Charles Jourjon
- Production : Éclair
- Distribution : Cineldé
- Système d'enregistrement du son : Tobis Klangfilm
- Format : Noir et blanc - 1,37:1 - 35 mm - son mono
- Durée : 44 minutes / métrage : 1200 m
- Tournage : aux studios Éclair, 10 rue du Mont, 938000 Épinay-sur-Seine, Seine-Saint-Denis
- Genre : Comédie
- Année de sortie en France : 1932

## Distribution
- René Donnio
- Charles Lorrain
- Colette Clauday
- Gilberte Lauvray
- Paul Faivre
- Henri Hennery
- Feronjois
- A. Ternet
- Renée Gardès